# Brouwerij Verstraeten
Brouwerij Verstraeten is een voormalige brouwerij gelegen in de Zomerstraat 83 te Kalken en was actief van 1877 tot 1943 en is thans een bieruitzetterij. De gebouwen staan momenteel op de inventaris van onroerend erfgoed. 

## Geschiedenis
De hoeve staat reeds op de Ferrariskaart en dateert dus van voor 1778 en rond die tijd kwam ze ook in handen van de familie Verstraeten. De andere gebouwen werden later bijgezet. In 1877 werd door Henri Verstraeten een moutmolen opgericht achter de hoeve.

## Gebouwen
De gebouwen staan rond een vierkant verhard erf. 
Het brouwhuis in het westen grenst aan de straat en aan de rechterzijde is een hek dat de toegang tot het erf verleent. Het is opgetrokken als een verankerde baksteenbouw (één bouwlaag) met zadeldak en een centraal gelegen deuropening in hardstenen. Het interieur bestaat uit paarse tegels die vermoedelijk uit het voorgaande huis komen en waarop bijbeltaferelen staan afgebeeld. Voorts zijn er ook enkele taferelen met dieren en dorps-, molen- en riviergezichten. De "voorste kamer" bezit een marmeren schouwmantel en parketvloer. 
In het oosten staat het wagenhuis (rond 1860) is eveneens een baksteenbouw met een oversteken zadeldak. 
In het noorden een stal in baksteen onder zadeldak 
In het zuiden, het brouwerijgebouw in verankerde baksteenbouw bestaande uit verschillende volumes met zadeldaken. 